# Graphiurus christyi
Graphiurus christyi је врста глодара из породице пухова (Gliridae). 

## Распрострањење
Врста има станиште у Камеруну и ДР Конгу.

## Станиште
Станиште врсте су шуме.

## Угроженост
Ова врста није угрожена, и наведена је као последња брига јер има широко распрострањење.